# Kutshamakin
Kutshamakin, Jedan od sachema Massachuset Indijanaca koji je potpisao ugovore 1643. i 1645. Bio je pravi sachem (poglavica) zemlje oko Dorchestera, Massachusetts, čiji je dio prodao Englezima. Njegovom je narodu John Eliot prvi propovijedao. Iako se isprva protivio Englezima, Kutshamakin se kasnije pokrstio i služio im na mnogo načina, osobito kao tumač. Njegovom ubojstvu i skalpiranju jednog Pequot Indijanca 1636. godine pripisuje se (Drake, Inds. of N.A., 116, 1880.) izbijanje Pequotski rata.